# Tour Down Under 2017
Il Tour Down Under 2017, diciannovesima edizione della corsa e valido come prima prova dell'UCI World Tour 2017, si svolse in sei tappe, dal 17 al 22 gennaio 2017, su un percorso di 801,5 km con partenza da Unley e arrivo ad Adelaide, in Australia. La vittoria fu appannaggio dell'australiano Richie Porte, che completò il percorso in 19h55'49", alla media di 40,229 km/h, precedendo il colombiano Esteban Chaves e il connazionale Jay McCarthy.
Sul traguardo di Adelaide 131 ciclisti, su 133 partiti da Unley, portarono a termine la competizione.

## Tappe
| Tappa  | Data       | Percorso                     | km    | Vincitore di tappa | Leader cl. generale |
| ------ | ---------- | ---------------------------- | ----- | ------------------ | ------------------- |
| 1ª     | 17 gennaio | Unley > Lyndoch              | 118   | Caleb Ewan         | Caleb Ewan          |
| 2ª     | 18 gennaio | Stirling > Paracombe         | 148,5 | Richie Porte       | Richie Porte        |
| 3ª     | 19 gennaio | Glenelg > Victor Harbor      | 144   | Caleb Ewan         | Richie Porte        |
| 4ª     | 20 gennaio | Norwood > Campbelltown       | 149,5 | Caleb Ewan         | Richie Porte        |
| 5ª     | 21 gennaio | McLaren Vale > Willunga Hill | 151,5 | Richie Porte       | Richie Porte        |
| 6ª     | 22 gennaio | Adelaide > Adelaide          | 90    | Caleb Ewan         | Richie Porte        |
| Totale | Totale     | Totale                       | 801,5 |                    |                     |

## Squadre e corridori partecipanti
| N.    | Cod. | Squadra                         |
| ----- | ---- | ------------------------------- |
| 1-7   | ORS  | Orica-Scott                     |
| 11-17 | BOH  | Bora-Hansgrohe                  |
| 21-27 | BMC  | BMC Racing Team                 |
| 31-37 | SUN  | Team Sunweb                     |
| 41-47 | SKY  | Team Sky                        |
| 51-57 | DDD  | Team Dimension Data             |
| 61-67 | LTS  | Lotto-Soudal                    |
| 71-77 | CDT  | Cannondale-Drapac               |
| 81-87 | TBM  | Bahrain-Merida Pro Cycling Team |
| 91-97 | ALM  | AG2R La Mondiale                |

| N.      | Cod. | Squadra              |
| ------- | ---- | -------------------- |
| 101-107 | AST  | Astana Pro Team      |
| 111-117 | KAT  | Team Katusha-Alpecin |
| 121-127 | FDJ  | FDJ                  |
| 131-137 | MOV  | Movistar Team        |
| 141-147 | QST  | Quick-Step Floors    |
| 151-157 | TLJ  | Team Lotto NL-Jumbo  |
| 161-167 | UAD  | UAE Abu Dhabi        |
| 171-177 | TFS  | Trek-Segafredo       |
| 181-187 | UNI  | UniSA-Australia      |

## Dettagli delle tappe

### 1ª tappa
- 17 gennaio: Unley > Lyndoch – 118 km

Risultati
| Pos. | Corridore        | Squadra | Tempo    |
| ---- | ---------------- | ------- | -------- |
| 1    | Caleb Ewan       | Orica   | 3h24'18" |
| 2    | Danny van Poppel | Sky     | s.t.     |
| 3    | Sam Bennett      | Bora    | s.t.     |

| Pos. | Corridore        | Squadra | Tempo    |
| ---- | ---------------- | ------- | -------- |
| 1    | Caleb Ewan       | Orica   | 3h24'08" |
| 2    | Danny van Poppel | Sky     | a 4"     |
| 3    | Sam Bennett      | Bora    | a 6"     |

### 2ª tappa
- 18 gennaio: Stirling > Paracombe – 148,5 km

Risultati
| Pos. | Corridore      | Squadra  | Tempo    |
| ---- | -------------- | -------- | -------- |
| 1    | Richie Porte   | BMC      | 3h46'06" |
| 2    | Gorka Izagirre | Movistar | a 16"    |
| 3    | Esteban Chaves | Orica    | s.t.     |

| Pos. | Corridore      | Squadra  | Tempo    |
| ---- | -------------- | -------- | -------- |
| 1    | Richie Porte   | BMC      | 7h10'14" |
| 2    | Gorka Izagirre | Movistar | a 20"    |
| 3    | Esteban Chaves | Orica    | a 22"    |

### 3ª tappa
- 19 gennaio: Glenelg > Victor Harbor – 144 km

Risultati
| Pos. | Corridore         | Squadra      | Tempo    |
| ---- | ----------------- | ------------ | -------- |
| 1    | Caleb Ewan        | Orica        | 3h24'45" |
| 2    | Peter Sagan       | Bora         | s.t.     |
| 3    | Niccolò Bonifazio | Bahrain-Mer. | s.t.     |

| Pos. | Corridore      | Squadra  | Tempo     |
| ---- | -------------- | -------- | --------- |
| 1    | Richie Porte   | BMC      | 10h34'59" |
| 2    | Gorka Izagirre | Movistar | a 20"     |
| 3    | Esteban Chaves | Orica    | a 22"     |

### 4ª tappa
- 20 gennaio: Norwood > Campbelltown – 149,5 km

Risultati
| Pos. | Corridore        | Squadra | Tempo    |
| ---- | ---------------- | ------- | -------- |
| 1    | Caleb Ewan       | Orica   | 3h45'19" |
| 2    | Peter Sagan      | Bora    | s.t.     |
| 3    | Danny van Poppel | Sky     | s.t.     |

| Pos. | Corridore      | Squadra  | Tempo     |
| ---- | -------------- | -------- | --------- |
| 1    | Richie Porte   | BMC      | 14h20'18" |
| 2    | Gorka Izagirre | Movistar | a 20"     |
| 3    | Esteban Chaves | Orica    | a 22"     |

### 5ª tappa
- 21 gennaio: McLaren Vale > Willunga Hill – 151,5 km

Risultati
| Pos. | Corridore      | Squadra   | Tempo    |
| ---- | -------------- | --------- | -------- |
| 1    | Richie Porte   | BMC       | 3h40'13" |
| 2    | Nathan Haas    | Dimension | a 20"    |
| 3    | Esteban Chaves | Orica     | s.t.     |

| Pos. | Corridore      | Squadra   | Tempo     |
| ---- | -------------- | --------- | --------- |
| 1    | Richie Porte   | BMC       | 18h00'21" |
| 2    | Esteban Chaves | Orica     | a 48"     |
| 3    | Nathan Haas    | Dimension | a 51"     |

### 6ª tappa
- 22 gennaio: Adelaide > Adelaide – 90 km

Risultati
| Pos. | Corridore   | Squadra | Tempo    |
| ---- | ----------- | ------- | -------- |
| 1    | Caleb Ewan  | Orica   | 1h55'28" |
| 2    | Peter Sagan | Bora    | s.t.     |
| 3    | Marko Kump  | UAE     | s.t.     |

| Pos. | Corridore      | Squadra | Tempo     |
| ---- | -------------- | ------- | --------- |
| 1    | Richie Porte   | BMC     | 19h55'49" |
| 2    | Esteban Chaves | Orica   | a 48"     |
| 3    | Jay McCarthy   | Bora    | a 51"     |

## Evoluzione delle classifiche
| Tappa              | Vincitore          | Classifica generale Maglia ocra | Classifica scalatori Maglia a pois | Classifica a punti Maglia rossa | Classifica giovani Maglia bianca | Classifica a squadre | Corridore più combattivo   |
| ------------------ | ------------------ | ------------------------------- | ---------------------------------- | ------------------------------- | -------------------------------- | -------------------- | -------------------------- |
| 1ª                 | Caleb Ewan         | Caleb Ewan                      | Laurens De Vreese                  | Caleb Ewan                      | Caleb Ewan                       | Bora-Hansgrohe       | Laurens De Vreese          |
| 2ª                 | Richie Porte       | Richie Porte                    | Richie Porte                       | Richie Porte                    | Ruben Guerreiro                  | UniSA-Australia      | Jasha Sütterlin            |
| 3ª                 | Caleb Ewan         | Richie Porte                    | Richie Porte                       | Caleb Ewan                      | Ruben Guerreiro                  | UniSA-Australia      | Vegard Stake Laengen       |
| 4ª                 | Caleb Ewan         | Richie Porte                    | Richie Porte                       | Caleb Ewan                      | Ruben Guerreiro                  | UniSA-Australia      | Jack Bauer & Cameron Meyer |
| 5ª                 | Richie Porte       | Richie Porte                    | Richie Porte                       | Caleb Ewan                      | Jhonatan Restrepo                | UniSA-Australia      | Jack Bauer                 |
| 6ª                 | Caleb Ewan         | Richie Porte                    | Thomas De Gendt                    | Caleb Ewan                      | Jhonatan Restrepo                | UniSA-Australia      | Jack Bauer                 |
| Classifiche finali | Classifiche finali | Richie Porte                    | Thomas De Gendt                    | Caleb Ewan                      | Jhonatan Restrepo                | UniSA-Australia      | Non assegnato              |

## Classifiche finali

### Classifica generale - Maglia ocra
| Pos. | Corridore         | Squadra      | Tempo     |
| ---- | ----------------- | ------------ | --------- |
| 1    | Richie Porte      | BMC          | 19h55'49" |
| 2    | Esteban Chaves    | Orica        | a 48"     |
| 3    | Jay McCarthy      | Bora         | a 51"     |
| 4    | Nathan Haas       | Dimension    | s.t.      |
| 5    | Diego Ulissi      | UAE          | a 59"     |
| 6    | Rohan Dennis      | BMC          | a 1'02"   |
| 7    | Rafael Valls      | Lotto-Soudal | s.t.      |
| 8    | Robert Gesink     | Lotto NL     | s.t.      |
| 9    | Wilco Kelderman   | Sunweb       | s.t.      |
| 10   | Jhonatan Restrepo | Katusha      | a 1'04"   |

### Classifica a punti - Maglia rossa
| Pos. | Corridore        | Squadra   | Punti |
| ---- | ---------------- | --------- | ----- |
| 1    | Caleb Ewan       | Orica     | 63    |
| 2    | Danny van Poppel | Sky       | 51    |
| 3    | Nathan Haas      | Dimension | 46    |
| 4    | Peter Sagan      | Bora      | 44    |
| 5    | Jay McCarthy     | Bora      | 39    |

### Classifica scalatori - Maglia a pois
| Pos. | Corridore       | Squadra      | Punti |
| ---- | --------------- | ------------ | ----- |
| 1    | Thomas De Gendt | Lotto-Soudal | 35    |
| 2    | Richie Porte    | BMC          | 32    |
| 3    | Esteban Chaves  | Orica        | 22    |
| 4    | Jack Bauer      | Quick-Step   | 19    |
| 5    | Jérémy Maison   | FDJ          | 14    |

### Classifica giovani - Maglia bianca
| Pos. | Corridore            | Squadra | Tempo     |
| ---- | -------------------- | ------- | --------- |
| 1    | Jhonatan Restrepo    | Katusha | 19h56'53" |
| 2    | Michael Storer       | UniSA   | a 14"     |
| 3    | Ruben Guerreiro      | Trek    | a 21"     |
| 4    | Odd Christian Eiking | FDJ     | a 25"     |
| 5    | Lucas Hamilton       | UniSA   | a 1'00"   |

### Classifica a squadre
| Pos. | Squadra              | Tempo     |
| ---- | -------------------- | --------- |
| 1    | UniSA-Australia      | 59h51'47" |
| 2    | Movistar Team        | a 1'19"   |
| 3    | Trek-Segafredo       | a 1'20"   |
| 4    | Team Katusha-Alpecin | a 1'43"   |
| 5    | BMC Racing Team      | a 1'50"   |